# Square Charles-Victor-Langlois
Le square Charles-Victor-Langlois est un espace vert  de Paris, situé dans le 4e arrondissement, le long de la rue des Blancs-Manteaux.

## Situation et accès
L’adresse officielle du square est le 6, rue des Blancs-Manteaux, 75004 Paris. Dans le parler vernaculaire, on parle du « jardin des Blancs-Manteaux ».
Ce square appartient administrativement au quartier Saint-Gervais du 4e arrondissement de Paris. Il appartient aussi au quartier historique du Marais.
Ce square est limité par un mur de l’église Notre-Dame-des-Blancs-Manteaux et bordé par la rue des Blancs-Manteaux ; on peut aussi y accéder à partir de la rue des Francs-Bourgeois, via la rue de l’Abbé-Migne ; une autre limite est constituée par la barrière le séparant du passage en équerre servant aux résidents du 51, rue des Francs-Bourgeois pour accéder aux entrées A, B, C, et D de leur immeuble.
Le square est accessible directement par la rue des Blancs-Manteaux, ainsi que par la rue des Francs-Bourgeois via la rue de l’Abbé-Migne.
Ce site est desservi par la ligne 11 à la station de métro Rambuteau et par la ligne 1 à la station Saint-Paul.

## Origine du nom
Le square porte le nom de Charles-Victor Langlois (1863-1929), directeur des Archives nationales (1913-1928), qui est connu pour avoir sauvé l’hôtel de Rohan.

## Historique
Créé en 1961, le square s'étend sur 1 140 m2. Il offre une aire de jeux pour les enfants, une table de tennis de table et un bac à sable.
Le square est planté de bouleaux verruqueux, d'aubépines, d'arbres de soie (Albizia julibrissin, dit acacia de Constantinople) et de pommiers du Japon (Malus x floribunda).
On peut y observer les restes d'une fontaine dite des Guillemites (1719), le long du mur de l’église ; à l'origine, cette fontaine jouxtait l'église Saint-Barthélémy.

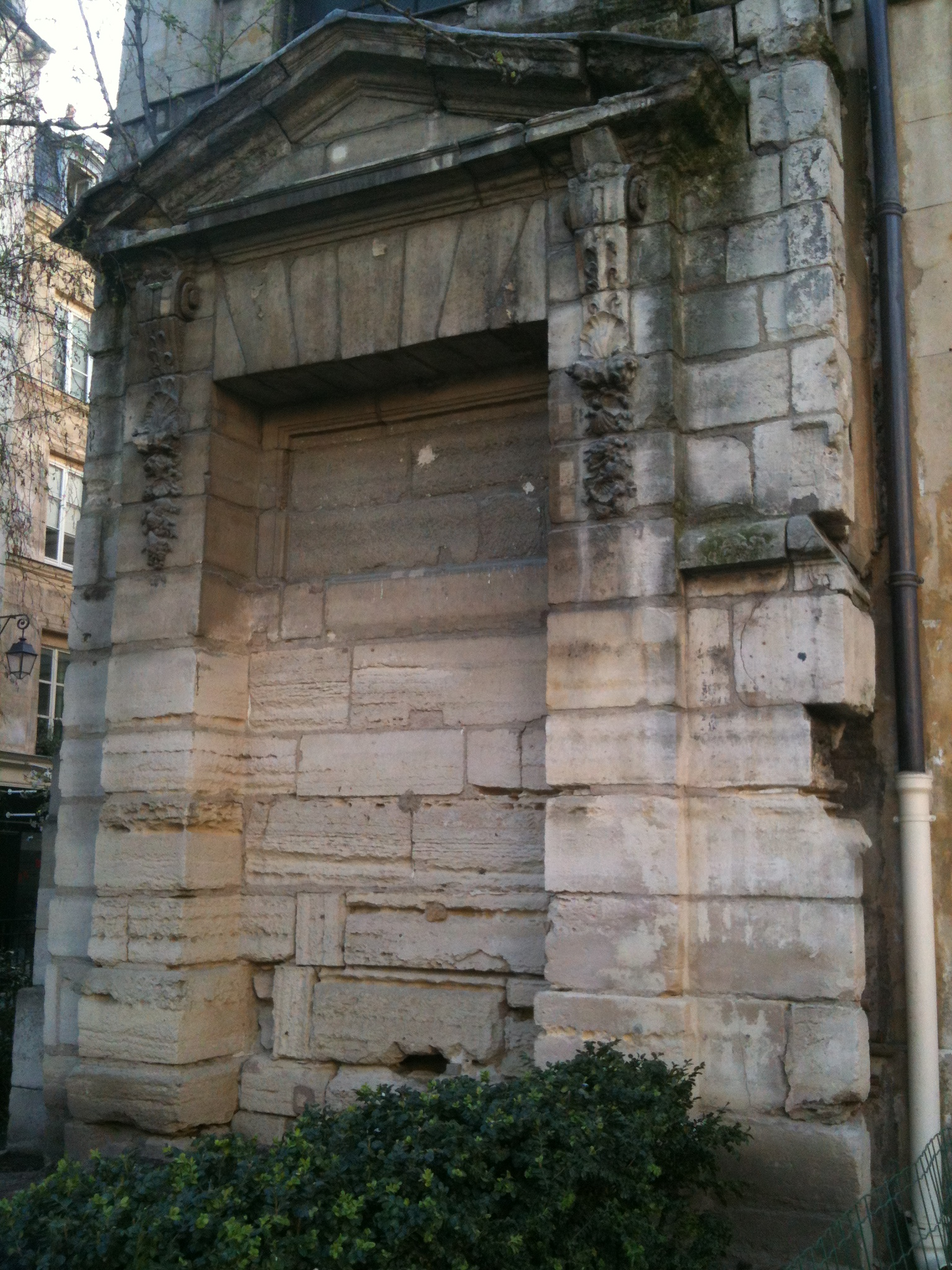
Façade de la fontaine dite des Guillemites (1719).

Le square se trouve à l'emplacement des bâtiments de l'ancien couvent des Blancs-Manteaux détruits en 1929. C'est à cette date que la fontaine a été remontée contre la première travée de l’église Notre-Dame-des-Blancs-Manteaux.
Il englobe aussi la partie nord de la rue des Guillemites (entre la rue des Blancs-Manteaux et la rue des Francs-Bourgeois) dont les maisons avaient été atteintes lors du bombardement du 24 août 1944.
Le peintre et décorateur Octave Denis Victor Guillonnet était né le 22 septembre 1872 au 14, rue des Guillemites dont l'emplacement peut être situé aujourd'hui devant les fondations d'une tour de l'enceinte de Philippe Auguste, découverte en 1899 et qui a été englobée dans le square lors de sa création.
Une partie de la section déclassée de cette rue des Guillemites a recouvré en 1955 son statut de voie publique sous le nom de « voie A/4 » avant de prendre le nom de « rue de l’Abbé-Migne » en 1978.
En 2012, d'importants travaux de terrassement ont été menés, et le mobilier urbain a été remis à neuf.

## Bâtiments remarquables et lieux de mémoire
Cet espace vert est aisément reconnaissable sous le nom de « square des Grands-Édredons » sous la plume du romancier Jacques Roubaud.